# Чистець шорсткий
Чистець шорсткий (Stachys aspera) — вид рослин з родини глухокропивових (Lamiaceae), поширений у східній частині США.

## Поширення
Вид поширений у східній частині США.